# Zlata opica
Zlata opica (znanstveno ime Cercopithecus mitis kandti) je podvrsta diademske zamorske mačke. To je opica Starega sveta, ki jo najdemo v vulkanskem gorovju Virunga v Srednji Afriki, vključno s štirimi narodnimi parki: Narodni park goril Mgahinga v jugozahodni Ugandi; narodni park vulkanov v severozahodni Ruandi; ter narodni park Virunga in Kahuzi-Biéga v vzhodni Demokratični republiki Kongo. Omejena je na visokogorske gozdove, zlasti na bližino bambusa.
Ta vrsta je na splošno podobna diademski zamorski mački, vendar ima zlata opica zlato-oranžno liso na zgornjem boku in hrbtu.
O vedenju zlate opice ni veliko znanega. Živi v skupinah do 30 osebkov. Njena prehrana je sestavljena predvsem iz bambusa, listov in sadja, čeprav naj bi jedla tudi žuželke.
Zaradi postopnega uničevanja njihovega habitata in nedavnih vojn v njihovem omejenem habitatu je zlata opica navedena kot ogrožena na rdečem seznamu IUCN.

## Razširjenost in življenjski prostor
Zlata opica ima zaradi svoje prehrane raje habitat z veliko sadja in bambusa. Zlata opica se premika med območji glede na letni čas. V sezoni zrelega sadja se zadržujejo na območjih s sadjem, v začetku deževne sezone pa se opice preselijo v bambusne habitate. Rezultati študij kažejo, da če obstaja območje, sestavljeno iz mešanice sadja in bambusa, zlate opice pogosteje obiskujejo to območje kot tista, ki so sestavljena samo iz bambusa. Avtorji ene študije so poročali, da so zlate opice najpogosteje vidne v bambusovih gozdovih, kar nakazuje, da ima vrsta raje ta habitat. Vulkani Virunge imajo kontrastna območja z različno gostoto hrane, v kateri so zlate opice sposobne prilagoditi svojo prehrano. V pogorju Virunge se zlate opice prehranjujejo z bambusovimi poganjki. Opice gozda Gishwati imajo zlate opice sadnojede diete, ki uživajo večinoma sadje in grmičevje.

## Vedenje in ekologija
Zlata opica lahko potuje v skupinah različnih velikosti in so jo videli v majhnih skupinah treh do velikih skupin 62 opic. Skupine, ki so na višjih nadmorskih višinah, so navadno manjše. Zlata opica se po dnevu hranjenja pogosto vrne v enega od več različnih prostorov za spanje. Opice pogosto spijo v majhnih podskupinah po štiri, na vrhu bambusov. Pogosto bodo uporabile gosto bambusovo rastje ali kombinacijo več prepletenih bambusov, ki tvorijo zadostno podlago za spanje. Zlata opica se bo pogosto hranila v bližini območja za spanje in se dan za dnem vračala na to isto mesto za spanje.
- portret
- portret
- je bambus
- parjenje

### Prehrana
Prehrana zlate opice je sestavljena predvsem iz mladih bambusovih listov, sadja, bambusovih vejic, bambusovih poganjkov, nevretenčarjev, cvetov in grmovnic. Vendar pa je zlata opica oportunistični hranilec in na njeno prehrano lahko zlahka vpliva razpoložljivost sadja. V sezonah, ko je na voljo zrelo sadje, se zlata opica bolj hrani s sadjem. Lahko se hrani tudi z različnimi rožami in grmovnicami, ko so na voljo. Najpogostejši nevretenčar, ki ga zaužijejo, so ličinke lepidopterja, pobranih z listov. Najpogosteje uživa bambus, ker je bolj dostopen vse leto.

## Ohranjanje
Zlata opica je navedena kot ogrožena na rdečem seznamu IUCN. Nekatere dejavnosti lahko ogrozijo njeno ohranitev. Nezakonite dejavnosti, ki škodijo ekosistemu, kot je sekanje dreves in bambusov, so resna grožnja. Nekatere raziskave kažejo, da odstranjevanje dreves predstavlja resnejše tveganje.